# Nurscia albofasciata
Espèce
Synonymes
- Titanoeca albofasciata Strand, 1907
- Titanoeca nipponica Yaginuma, 1959

Nurscia albofasciata est une espèce d'araignées aranéomorphes de la famille des Titanoecidae.

## Distribution
Cette espèce se rencontre au Japon, à Taïwan, en Corée du Sud, en Chine et en Russie adjacente.
Elle a été introduite en Grande-Bretagne.

## Description
Le mâle holotype mesure 4,2 mm.
Les mâles mesurent de 4,0 à 6,0 mm et les femelles de 5,0 à 8,0 mm.

## Systématique et taxinomie
Cette espèce a été décrite sous le protonyme Titanoeca albofasciata par Strand en 1907. Elle est placée dans le genre Nurscia par Lehtinen en 1967.
Titanoeca nipponica a été placée en synonymie par Lehtinen en 1967.

## Publication originale
- Strand, 1907 : « Süd- und ostasiatische Spinnen. » Abhandlungen der naturforschenden Gesellschaft zu Görlitz, vol. 25, p. 107-215.